# Trip at Knight
Trip at Knight es el cuarto álbum de estudio del rapero estadounidense Trippie Redd, fue lanzado el 20 de agosto de 2021 a través de TenThousand Projects y Caroline International. El álbum cuenta con apariciones especiales de SoFaygo, Drake, Lil Uzi Vert, Playboi Carti, Ski Mask the Slump God, Lil Durk, Polo G, Babyface Ray, Sada Baby, Icewear Vezzo y los raperos Juice WRLD y XXXTentacion. El álbum fue lanzado en menos de una semana antes de su próxima gira.

## Antecedentes
Meses antes del lanzamiento de su tercer álbum de estudio Pegasus (2020), Trippie adelantó un nuevo proyecto en el que estaba trabajando, llamado "Life's a Trip at Knight", la secuela de su primer álbum de estudio Life's a Trip (2018). Luego compartió fragmentos de tres canciones que se informó que están en el próximo proyecto en su página de Instagram, y compartió algunos detalles sobre el próximo proyecto, explicando cómo se relacionará con Life's a Trip, solo por la portada del álbum.
En noviembre de 2020, Trippie compartió en su historia de Instagram que este álbum no contendría más características que su artista y amigo de toda la vida, Chris King, quien había aparecido anteriormente en proyectos anteriores de Redd. Deseaba que este álbum fuera "crudo y sin cortes" y que demostrara que puede darlo todo.
En febrero de 2021, en una entrevista, Redd proporcionó una actualización sobre cómo sería el próximo proyecto. Él compartió, "mi nuevo Trip At Knight, estoy dejando caer toda mierda de rabia. La mayor parte [es] mierda de rabia. Me encanta la música de rabia. Vamos a enfurecernos y hacer algo de "Dark Knight Dummo". mencionando algunos de los artistas destacados en el álbum para incluir a The Kid Laroi, Polo G y Lil Tjay. La lista de canciones del álbum se anunció el 11 de agosto de 2021, con 18 pistas.

## Lista de canciones
| N.º | Título                                                         | Producer(s)   | Duración |  |
| 1.  | «Molly Hearts»                                                 | Loesoe        | 2:42     |  |
| 2.  | «MP5» (con SoFaygo)                                            | Star Boy      | 2:39     |  |
| 3.  | «Betrayal» (con Drake)                                         | Hammad Beats  | 2:32     |  |
| 4.  | «Finish Line»                                                  | Hammad Beats  | 2:22     |  |
| 5.  | «Holy Smokes» (con Lil Uzi Vert)                               | TNFDemon      | 3:01     |  |
| 6.  | «Super Cell»                                                   | Wndws         | 2:41     |  |
| 7.  | «Miss the Rage» (con Playboi Carti)                            | Loesoe        | 3:56     |  |
| 8.  | «Supernatural»                                                 | Warren Hunter | 2:20     |  |
| 9.  | «Demon Time» (con Ski Mask the Slump God)                      | Nadddot       | 2:39     |  |
| 10. | «Matt Hardy 999» (con Juice WRLD)                              | Star Boy      | 3:08     |  |
| 11. | «Vibes»                                                        | TNFDemon      | 2:04     |  |
| 12. | «New Money»                                                    | TNFDemon      | 2:24     |  |
| 13. | «Danny Phantom» (con XXXTentacion)                             | Star Boy      | 2:16     |  |
| 14. | «Space Time»                                                   | Star Boy      | 1:59     |  |
| 15. | «Baki»                                                         | Nadddot       | 2:27     |  |
| 16. | «iPhone»                                                       | Young Cutta   | 2:01     |  |
| 17. | «Rich MF» (con Lil Durk y Polo G)                              | HerreraBeats  | 4:07     |  |
| 18. | «Captain Crunch» (con Sada Baby, Babyface Ray y Icewear Vezzo) | UK24          | 4:10     |  |